# Pusjkinmuseet
Pusjkinmuseet (russisk: Музей изобразительных искусств имени А. С. Пушкина; tr. Muzej izobrazitelnykh iskusstv imeni A. S. Pusjkina; dansk: ~ Pusjkin kunstmuseet) er det største museum for europæisk kunst i Moskva. Museet ligger på Volkhonk ulitsa i den Centrale administrative okrug, lige overfor Kristus Frelserens Katedral. Den internationale musikfestival Svjatoslav Rikhters Decembernætter har været afholdt i Pusjkinmuseet siden 1981.

## Museets samling
Tsvetaevs drøm blev realiseret, da museet åbnede dørene for offentligheden i 1912. Den oprindelige samling bestod af kopier af romerske skulpturer og mosaikker, Moskva-papyrussen, Wenamun-rejsebeskrivelsen og mumieportrætter erhvervet fra egyptologen Vladimir Golenisjtjev. Senere blev tilføjet vestlig kunst af de impressionistiske- og postimpressionistiske kunstnere, bl.a. fra Eremitagen som van Goghs (La Vigne Rouge), Gauguin, Picasso, Dufrénoy, Derain og Matisse. 

## Galleri
- Eberswalde-skatten, billedet her dog kopier i Berlin
- Priamosskatten
- Moskva-papyrussen
- Mumieportrætter
- Bebudelsen (ca. 1495-98) af Sandro Botticelli
- Madonna med barn (ca. 1520) af Lucas Cranach den ældre
- Apparizione della Sibilla ad Augusto (ca. 1550) af Paris Bordone
- Ahasverus og Haman til gilde hos Ester (1660) af Rembrandt
- Sofonisbas død (1716-20) af Giambattista Pittoni
- Danserinder i blå (ca. 1897) af Edgar Degas
- Mardi Gras (Pierrot og Harlekin) (1888) af Paul Cézanne
- Yvette Guilbert (1894) af Henri de Toulouse-Lautrec
- Portræt af skuespillerinden Jeanne Samary (1877) af Pierre-Auguste Renoir
- Café de Nuit, Arles (1888) af Paul Gauguin
- Den røde vingård (ca. 1888) af Vincent van Gogh